# 拉蓬特
拉蓬特（La Puente）是美国加利福尼亚州洛杉矶县的一座城市，2010年人口普查时人口为39,816人，城市位于洛杉矶市中心以东约20英里。

## 历史
现在由拉蓬特城市占据的区域的原住民是通瓦人（Tongva）。他们住在一个名为Awingna的村庄，语言学家将其翻译为“居住的地方”。Awingna首领Matheo（同时支配其他几个附近的村庄）1774年在圣加布里埃尔施洗。

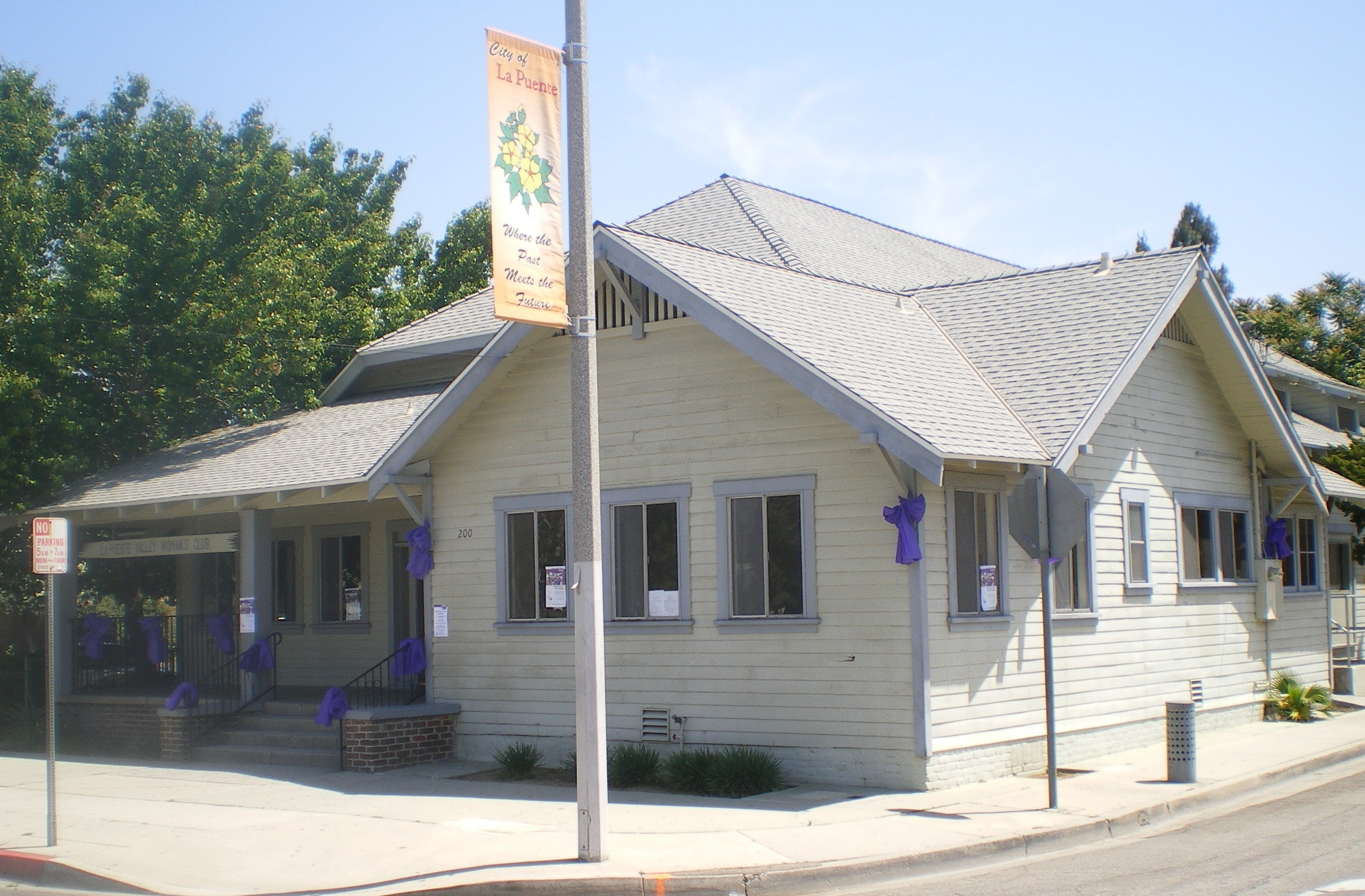
拉蓬特谷女子俱乐部在国家历史遗迹名录上

在1769年，西班牙Portolà远征队成为最先看到上加利福尼亚内陆部分的欧洲人。 7月30日，一行人在圣盖博河的东边扎营，现在是巴塞特的非建制地区。神父胡安·克雷斯皮在他的日记写道，第二天，他们不得不建立一座桥（西班牙语：puente）穿过泥泞的圣盖博河。
随着圣加布里埃使命的建立，包括Awingna和现在的拉蓬特市的地区成为了作为任务前哨和牧场建立的拉蓬特牧场的一部分。1826年11月，杰迪戴亚·史密斯一行人参观了这个牧场，这是第一批陆地旅行到加利福尼亚的美国人。